# Marius Beck
Marius Beck (* 1994 in Zussdorf) ist ein deutscher Drehbuchautor und Produzent.

## Leben und Werk
Nach seinem Abitur am Sozial- und Gesundheitswissenschaftlichen Gymnasium des Kolping Bildungszentrums Ravensburg absolvierte Beck einen Bachelor in Germanistik, Geschichte und Philosophie an der Ludwig-Maximilians-Universität München. Seit 2019 studiert er Drehbuch an der Hochschule für Fernsehen und Film München. Im Jahr 2021 gründete Beck gemeinsam mit seinem Cousin Paul Beck die Apollonia Film als unabhängiges, deutsches Filmproduktionsunternehmen. Sein – in Teilen autobiografischer – Kurzfilm „Mach's Licht aus!“ gewann diverse Jury- und Publikumspreise im deutschsprachigen Raum. Im Jahr 2024 schrieb und produzierte Beck die TV-Serie Tschappel für ZDFneo.

## Filmografie (Auswahl)
- 2020: 81371 Sendling (Kurzfilm, als Regie)[7]
- 2022: Mach’s Licht aus! (Kurzfilm, als Co-Regie, Drehbuchautor und Produzent)[2]
- 2024: Das jüngste Gerücht (Kurzfilm, als Drehbuchautor und Produzent)[8][9]
- 2024: Das Zittern der Aale (Kurzfilm, als Produzent)[10]
- 2024: Die Absperrfrau – Traumjob Filmbranche (Kurzfilm, als Drehbuchautor und Produzent)[11]
- 2025: Tschappel (TV-Serie, als Drehbuchautor, Ideengeber und Produzent)
- 2025: Es geht immer nur um Arterhaltung (Kurzfilm, als Produzent)
- 2025: Iris goes Berlin (Kurzfilm, als Produzent)
- 2025: Mensch, ärgere dich! (Dokumentarfilm, als Produzent)

## Auszeichnungen (Auswahl)
- 2021: 81371 Sendling: Preis Eins des Rotary-Club München-Hofgarten
- 2022: Mach’s Licht aus!: Bester Kurzfilm – Kinofest Lünen[12]
- 2022: Mach’s Licht aus!: Bester Kurzfilm – Fünf Seen Filmfestival[13]
- 2022: Mach’s Licht aus!: Bester fiktionaler Kurzfilm – Sebastian-Blau-Mundartpreis[14]
- 2022: Mach’s Licht aus!: Southern Film Award 2022 – 20minmax - International Short Film Festival Ingolstadt[15]
- 2022: Mach’s Licht aus!: Bester Kurzfilm und Publikumspreis – Filmfest Oberursel
- 2022: Mach’s Licht aus!: Bester Kurzfilm im Wettbewerb „Offenes Fenster“ und Publikumspreis – Kurzfilmfestival Schrobenhausen[12][16]
- 2023: Mach’s Licht aus!: Beste Komödie – Landshuter Kurzfilmfestival[17]
- 2023: Mach’s Licht aus!: Bester Kurzfilm – Internationales Kurzfilmfestival Landau La.Meko
- 2023: Das jüngste Gerücht: Bestes Drehbuch, Preis ZWEI des Rotary-Club München-Hofgarten